# Vladímir Mérinov
Vladímir Mérinov (en ruso: Владімір Меринов, en bielorruso: Уладзімір Мерынаў, Uladzimir Merynau; 28 de mayo de 1971) es un deportista bielorruso que compitió en piragüismo en la modalidad de aguas tranquilas. Ganó una medalla de oro en el Campeonato Mundial de Piragüismo de 1997, en la prueba de C4 200 m.

## Palmarés internacional
| Campeonato Mundial | Campeonato Mundial | Campeonato Mundial | Campeonato Mundial |
| Año                | Lugar              | Medalla            | Competición        |
| ------------------ | ------------------ | ------------------ | ------------------ |
| 1997               | Dartmouth (Canadá) | Medalla de oro     | C4 200 m           |